# S/2003 J 2
S/2003 J 2 là một Vệ tinh dị hình chuyển động ngược của Sao Mộc. S/2003 J 2 được phát hiện bởi một nhóm các nhà thiên văn học từ Đại học Hawaii do Scott S. Sheppard và David C. Jewitt dẫn đầu, đã được công bố vào ngày 4 tháng 3 năm 2003. Ban đầu nó được cho là vệ tinh đã biết ở ngoài cùng của sao Mộc cho đến khi các quan sát phục hồi bác bỏ điều này vào năm 2020.
S/2003 J 2 có đường kính khoảng 2 km, và quay quanh Sao Mộc ở khoảng cách trung bình 29.545.579,5 km (29,54 gigamét (0,1975 AU)) trong 981,55 ngày, ở độ nghiêng quỹ đạo 154° so với mặt phẳng hoàng đạo (152° so với quỹ đạo của Sao Mộc) với độ lệch tâm quỹ đạo là 0,4100.
Ban đầu, vệ tinh này được cho là một phần của nhóm Pasiphae, nhưng bây giờ được biết đến là một phần của nhóm Ananke sau khi nó được phục hồi vào năm 2020.
Giới hạn ảnh hưởng của lực hấp dẫn của sao Mộc được xác định bởi hình cầu Hill của nó, có bán kính là 52 gigamét (0,35 AU). Các mặt trăng lùi với trục lên tới 67% bán kính Hill được cho là ổn định. Do đó, có thể các mặt trăng xa hơn của Sao Mộc có thể được phát hiện.

S/2003 J 2 và một số ngôi sao và thiên hà nền sáng được chụp bởi CFHT vào tháng 4 năm 2003

Vệ tinh này đã không được nhìn thấy kể từ khi phát hiện vào năm 2003 và được coi là bị mất cho đến năm 2020, khi nó được phục hồi bởi Sheppard và độc lập bởi nhà thiên văn nghiệp dư Kai Ly. Sự phục hồi của vệ tinh này được Minor Planet Center công bố vào ngày 26 tháng 1 năm 2021.